# Клубний чемпіонат світу з футболу 2022 (склади)
У таблиці нижче представлені склади команд-учасниць клубного чемпіонату світу з футболу 2022 року. Кожна команда представила склад з 23-х гравців (три з яких мають бути воротарями).
Заміни через травми дозволено було проводити за 24 години до першого матчу команди.

## Аль-Аглі (Каїр)
Головний тренер:  Марсель Коллер
| №  | Поз. | Нац.   | Гравець            |
| -- | ---- | ------ | ------------------ |
| 1  | ВР   | Єгипет | Мохамед Ель-Шенаві |
| 2  | ПЗ   | Єгипет | Халед Абдельфаттах |
| 4  | ЗХ   | Єгипет | Махмуд Метваллі    |
| 5  | ЗХ   | Єгипет | Рамі Рабія         |
| 6  | ЗХ   | Єгипет | Яссер Ібрагім      |
| 7  | ПЗ   | Єгипет | Махмуд Каграба     |
| 8  | ПЗ   | Єгипет | Хамді Фатхі        |
| 9  | ПЗ   | Єгипет | Ахмед Абдель Кадер |
| 10 | НП   | Єгипет | Мохамед Шеріф      |
| 13 | ПЗ   | Єгипет | Марван Аттія       |
| 14 | ПЗ   | Єгипет | Хуссейн Аль-Шахат  |
| 15 | ПЗ   | Малі   | Алью Дьєнг         |

| №  | Поз. | Нац.   | Гравець             |
| -- | ---- | ------ | ------------------- |
| 16 | ВР   | Єгипет | Алі Лотфі           |
| 17 | ПЗ   | Єгипет | Амр Ель-Солія       |
| 19 | ПЗ   | Єгипет | Мохамед Магді       |
| 21 | ЗХ   | Туніс  | Алі Маалул          |
| 23 | НП   | ПАР    | Персі Тау           |
| 24 | ЗХ   | Єгипет | Мохамед Абдельмонем |
| 27 | НП   | Єгипет | Тахер Мохамед       |
| 30 | ЗХ   | Єгипет | Мохамед Хані        |
| 33 | ВР   | Єгипет | Хамза Алаа          |
| 34 | ПЗ   | Єгипет | Мохамед Фахрі       |
| 40 | ЗХ   | Єгипет | Мохамед Ашраф       |

## Аль-Гіляль
Головний тренер:  Рамон Діас
| №  | Поз. | Нац.              | Гравець            |
| -- | ---- | ----------------- | ------------------ |
| 1  | ВР   | Саудівська Аравія | Абдулла Аль-Маюф   |
| 4  | ЗХ   | Саудівська Аравія | Халіфа Ад-Давсарі  |
| 5  | ЗХ   | Саудівська Аравія | Алі Аль-Булаїгі    |
| 6  | ПЗ   | Колумбія          | Густаво Куельяр    |
| 8  | ПЗ   | Саудівська Аравія | Абдулла Отайф      |
| 9  | НП   | Нігерія           | Одіон Ігало        |
| 10 | НП   | Аргентина         | Лусіано В'єтто     |
| 11 | НП   | Саудівська Аравія | Салех Аш-Шегрі     |
| 14 | НП   | Саудівська Аравія | Абдулла Аль-Хамдан |
| 16 | ПЗ   | Саудівська Аравія | Нассер Ад-Давсарі  |
| 17 | НП   | Малі              | Мусса Марега       |
| 19 | ПЗ   | Перу              | Андре Каррільйо    |

| №  | Поз. | Нац.              | Гравець              |
| -- | ---- | ----------------- | -------------------- |
| 20 | ЗХ   | Південна Корея    | Чан Хьон Су          |
| 21 | ВР   | Саудівська Аравія | Мохаммед Аль-Овейс   |
| 28 | ПЗ   | Саудівська Аравія | Мохамед Канно        |
| 29 | ПЗ   | Саудівська Аравія | Салем ад-Давсарі     |
| 31 | ВР   | Саудівська Аравія | Хабіб Аль-Вотаян     |
| 42 | ЗХ   | Саудівська Аравія | Муат Факіхі          |
| 43 | ПЗ   | Саудівська Аравія | Мусаб Аль-Джувайр    |
| 66 | ЗХ   | Саудівська Аравія | Сауд Абдулхамід      |
| 67 | ЗХ   | Саудівська Аравія | Мохаммед Аль-Хайбарі |
| 70 | ЗХ   | Саудівська Аравія | Мохаммед Джахфалі    |
| 96 | ПЗ   | Бразилія          | Майкл                |

## Відад
Головний тренер:  Мегді Нафті
| №  | Поз. | Нац.    | Гравець           |
| -- | ---- | ------- | ----------------- |
| 1  | ВР   | Марокко | Яніс Енен         |
| 2  | ПЗ   | Марокко | Ісмаїл Мутараджі  |
| 3  | ЗХ   | Алжир   | Хусін Бенаяда     |
| 4  | ЗХ   | Марокко | Амін Абулфатх     |
| 5  | ПЗ   | Марокко | Ях'я Жабран       |
| 6  | ПЗ   | Марокко | Джалал Дауді      |
| 8  | ПЗ   | Марокко | Реда Джааді       |
| 9  | НП   | Камерун | Дідьє Ламкель Зе  |
| 10 | ПЗ   | Марокко | Айман Ель-Хассуні |
| 11 | НП   | Марокко | Мохамед Унаджем   |
| 13 | ПЗ   | Марокко | Абделла Хаймуд    |
| 14 | ЗХ   | Марокко | Ях'я Аттіят Аллах |

| №  | Поз. | Нац.     | Гравець             |
| -- | ---- | -------- | ------------------- |
| 17 | НП   | Марокко  | Баді Аук            |
| 20 | НП   | Сенегал  | Булі Самбу          |
| 22 | ЗХ   | Марокко  | Аюб Ель-Амлуд       |
| 23 | НП   | Марокко  | Хішам Буссефіан     |
| 25 | ЗХ   | Марокко  | Амін Фархан         |
| 26 | ВР   | Марокко  | Ахмед Реда Таґнауті |
| 30 | НП   | Марокко  | Сайфеддін Бухра     |
| 31 | ПЗ   | Марокко  | Хамза Айт Аллал     |
| 32 | ВР   | Марокко  | Юссеф Ель-Мотіе     |
| 33 | НП   | Марокко  | Хамід Ахадад        |
| 35 | ЗХ   | ДР Конго | Арсен Зола          |

## Окленд Сіті
Головний тренер:  Альберт Рієра Відаль
| №  | Поз. | Нац.          | Гравець         |
| -- | ---- | ------------- | --------------- |
| 1  | ВР   | Нова Зеландія | Конор Трейсі    |
| 2  | ПЗ   | Нова Зеландія | Маріо Іліч      |
| 3  | ЗХ   | Нова Зеландія | Адам Мітчелл    |
| 4  | ЗХ   | Нова Зеландія | Крістіан Грей   |
| 5  | ЗХ   | Нова Зеландія | Нікко Боксолл   |
| 7  | ПЗ   | Нова Зеландія | Кемерон Говісон |
| 8  | ПЗ   | Іспанія       | Жерар Гарріга   |
| 9  | НП   | Нова Зеландія | Ангус Кілколлі  |
| 10 | НП   | Нова Зеландія | Ділан Манікум   |
| 11 | НП   | Нова Зеландія | Раян Де Фріз    |
| 12 | ЗХ   | Косово        | Регонт Мураті   |
| 13 | ЗХ   | Нова Зеландія | Натан Лобо      |

| №  | Поз. | Нац.          | Гравець          |
| -- | ---- | ------------- | ---------------- |
| 14 | ЗХ   | Нова Зеландія | Джордан Вейл     |
| 15 | ПЗ   | Нова Зеландія | Ейдан Кері       |
| 16 | НП   | Нова Зеландія | Джозеф Лі        |
| 17 | ПЗ   | Нова Зеландія | Рід Дрейк        |
| 18 | ВР   | Нова Зеландія | Фінн Докерті     |
| 19 | НП   | Нова Зеландія | Вільям Джилліон  |
| 20 | НП   | Аргентина     | Еміліано Таде    |
| 21 | ПЗ   | Нова Зеландія | Міхаель ден Геєр |
| 23 | ПЗ   | Нова Зеландія | Метт Елліс       |
| 24 | ВР   | Нова Зеландія | Кемерон Браун    |
| 25 | ЗХ   | Японія        | Такуя Івата      |

## Реал Мадрид
Головний тренер:  Карло Анчелотті
| №  | Поз. | Нац.      | Гравець            |
| -- | ---- | --------- | ------------------ |
| 2  | ЗХ   | Іспанія   | Данієль Карвахаль  |
| 3  | ЗХ   | Бразилія  | Едер Мілітао       |
| 4  | ЗХ   | Австрія   | Давід Алаба        |
| 5  | ЗХ   | Іспанія   | Хесус Вальєхо      |
| 6  | ЗХ   | Іспанія   | Начо               |
| 8  | ПЗ   | Німеччина | Тоні Кроос         |
| 9  | НП   | Франція   | Карім Бензема      |
| 10 | ПЗ   | Хорватія  | Лука Модрич        |
| 11 | НП   | Іспанія   | Марко Асенсіо      |
| 12 | ПЗ   | Франція   | Едуарду Камавінга  |
| 13 | ВР   | Україна   | Андрій Лунін       |
| 15 | ПЗ   | Уругвай   | Федеріко Вальверде |

| №  | Поз. | Нац.                     | Гравець           |
| -- | ---- | ------------------------ | ----------------- |
| 16 | ЗХ   | Іспанія                  | Альваро Одріосола |
| 18 | ПЗ   | Франція                  | Орельєн Чуамені   |
| 19 | ПЗ   | Іспанія                  | Дані Себальйос    |
| 20 | НП   | Бразилія                 | Вінісіус Жуніор   |
| 21 | НП   | Бразилія                 | Родріго Гоес      |
| 22 | ЗХ   | Німеччина                | Антоніо Рюдігер   |
| 24 | НП   | Домініканська Республіка | Маріано Діас      |
| 26 | ВР   | Іспанія                  | Луїс Лопес        |
| 30 | ВР   | Іспанія                  | Лукас Каньїсарес  |
| 31 | ПЗ   | Іспанія                  | Маріо Мартін      |
| 33 | ПЗ   | Іспанія                  | Серхіо Аррібас    |

## Сіетл Саундерз
Головний тренер:  Браян Шметцер
| №  | Поз. | Нац.       | Гравець         |
| -- | ---- | ---------- | --------------- |
| 3  | ЗХ   | Еквадор    | Хав'єр Арреага  |
| 5  | ЗХ   | Камерун    | Нугу Толо       |
| 6  | ПЗ   | Бразилія   | Жоао Паулу      |
| 7  | ПЗ   | США        | Крістіан Ролдан |
| 9  | НП   | Перу       | Рауль Руйдіас   |
| 10 | ПЗ   | Уругвай    | Ніколас Лодейро |
| 11 | ПЗ   | Словаччина | Альберт Руснак  |
| 12 | НП   | Колумбія   | Фреді Монтеро   |
| 13 | НП   | США        | Джордан Морріс  |
| 16 | ЗХ   | Сальвадор  | Алекс Ролдан    |
| 19 | НП   | Бразилія   | Ебер            |
| 22 | ПЗ   | США        | Келін Роу       |

| №  | Поз. | Нац.      | Гравець         |
| -- | ---- | --------- | --------------- |
| 23 | ПЗ   | Бразилія  | Лео Чу          |
| 24 | ВР   | Швейцарія | Штефан Фрай     |
| 25 | ЗХ   | США       | Джексон Рейген  |
| 28 | ЗХ   | Колумбія  | Єймар Гомес     |
| 29 | ВР   | США       | Джейкоб Кастро  |
| 30 | ВР   | США       | Стефан Клівленд |
| 45 | ПЗ   | США       | Ітан Доббеларе  |
| 75 | ПЗ   | США       | Денні Лейва     |
| 84 | ПЗ   | США       | Джош Атенсіо    |
| 92 | ЗХ   | Франція   | Абдулає Сіссоко |
| 99 | НП   | США       | Ділан Тевес     |

## Фламенго
Головний тренер:  Вітор Перейра
| №  | Поз. | Нац.     | Гравець                 |
| -- | ---- | -------- | ----------------------- |
| 1  | ВР   | Бразилія | Сантус                  |
| 2  | ЗХ   | Уругвай  | Гільєрмо Варела         |
| 3  | ЗХ   | Бразилія | Родріго Кайо            |
| 4  | ЗХ   | Бразилія | Лео Перейра             |
| 5  | ПЗ   | Чилі     | Ерік Пульгар            |
| 6  | ЗХ   | Бразилія | Айртон Лукас            |
| 7  | ПЗ   | Бразилія | Евертон Рібейру         |
| 8  | ПЗ   | Бразилія | Тьяго Мая               |
| 9  | НП   | Бразилія | Педро                   |
| 10 | НП   | Бразилія | Габріел Барбоза         |
| 11 | НП   | Бразилія | Евертон Соарес          |
| 14 | ПЗ   | Уругвай  | Джорджіан Де Арраскаета |

| №  | Поз. | Нац.     | Гравець                |
| -- | ---- | -------- | ---------------------- |
| 15 | ЗХ   | Бразилія | Фабрісіо Бруно         |
| 16 | ЗХ   | Бразилія | Філіпе Луїс Касмірскі  |
| 20 | ПЗ   | Бразилія | Жерсон Сантос          |
| 23 | ЗХ   | Бразилія | Давід Луїс             |
| 25 | ВР   | Бразилія | Матеус Кунья           |
| 30 | ЗХ   | Бразилія | Пабло Насіменто Кастро |
| 31 | НП   | Бразилія | Марінью                |
| 32 | ПЗ   | Чилі     | Артуро Відаль          |
| 34 | ЗХ   | Бразилія | Матеузінью             |
| 42 | ПЗ   | Бразилія | Матеус Франса          |
| 45 | ВР   | Бразилія | Уго Соуза              |